# Tsarytchanka
Tsarytchanka (en ukrainien : Царичанка) ou Tsaritchanka (en russe : Царичанка) est une commune urbaine de l'oblast de Dnipropetrovsk, en Ukraine, et le centre administratif du raïon de Tsarytchanka. Sa population s'élevait à 7 549 habitants en 2016.

## Géographie
Tsarytchanka est arrosée par la rivière Oril (en ukrainien : Оріль) et se trouve à 47 km au nord de Kamianske, à 66 km — 78 km par la route — au nord-ouest de Dnipro et à 329 km au sud-est de Kiev.

## Histoire
La première mention de Tsarytchanka remonte à l'année 1604. De 1784 à 1797, elle s'appela Alexopol. Tsarytchanka accéda au statut de commune ukraine en 1957.

## Population
Recensements (*) ou estimations de la population :
| 1959* | 1970* | 1979* | 1989* | 2001* | 2010  |
| ----- | ----- | ----- | ----- | ----- | ----- |
| 5 655 | 6 190 | 7 403 | 8 584 | 7 933 | 7 594 |

| 2011  | 2012  | 2013  | 2014  | 2015  | 2016  |
| ----- | ----- | ----- | ----- | ----- | ----- |
| 7 610 | 7 646 | 7 654 | 7 610 | 7 609 | 7 549 |